# Точек, Юлиус
Юлиус Точек (чеш. Július Toček; 29 сентября 1939[…], Margecany, Кошицкий край[…] — 7 октября 2004, Винтертур, Цюрих) — чехословацкий гребец, выступавший за сборную Чехословакии по академической гребле в 1960-х годах. Бронзовый призёр летних Олимпийских игр в Токио, победитель и призёр первенств национального значения.

## Биография
Юлиус Точек родился 29 сентября 1939 года в деревне Маргецаны, Чехословакия.
Наивысшего успеха в своей спортивной карьере добился в сезоне 1964 года, когда вошёл в состав чехословацкой национальной сборной и благодаря череде удачных выступлений удостоился права защищать честь страны на летних Олимпийских играх в Токио. В составе экипажа-восьмёрки, куда также вошли гребцы Иржи Лундак, Ян Мрвик, Петр Чермак, Йозеф Вентус, Лудек Поезный, Богумил Яноушек, Рихард Новый и рулевой Мирослав Коничек, с первого места преодолел предварительный квалификационный этап, тогда как в решающем финальном заезде финишировал третьим позади команд из США и Германии — тем самым завоевал бронзовую олимпийскую медаль.
После токийской Олимпиады Точек больше не показывал сколько-нибудь значимых результатов в академической гребле на международной арене.
Впоследствии постоянно проживал в Швейцарии, в 1981 году получил швейцарское гражданство.
Умер 7 октября 2004 года в швейцарском Винтертуре в возрасте 65 лет.